# De Prooi (boek)
 De Prooi, Blinde trots breekt ABN Amro is een financiële thriller van Jeroen Smit uit 2008. Het boek beschrijft het ontstaan en de ondergang van de fusiebank ABN AMRO. De epiloog dateert van 6 oktober 2008.

## Opbouw
Het boek begint met een "Verantwoording" en eindigt met een "Epiloog". Daartussenin staan de hoofdstukken I: “Jager” en II: “Prooi”.
In zijn Verantwoording vraagt de auteur zich af waarom een succesvolle bank, die in 2006 nog een stijgende winst boekte van 4,6 miljard euro, er niet meer is.
In de Epiloog wordt het ellendige lot van de jager Fortis beschreven, dat binnen één jaar zelf een stinkende prooi werd en de staatsbank ABN AMRO uit haar opgezwollen buik moest laten wegsnijden.

## Samenvatting
Het boek begint met de reconstructie van de fusie van twee aartsvijanden, de banken ABN en AMRO Bank in 1990. De fusiebank ging vervolgens op jacht om te groeien en wordt uiteindelijk van jager zelf een prooi. Het consortium van RBS, Fortis en Banco Santander stort zich op de jager en haalt de aandelen van de beurs voor een bedrag van 72 miljard euro. De bank wordt vervolgens ruw in drie grote stukken gescheurd, zoals van tevoren door de jagers op hoofdlijnen was afgesproken. Over deze stukken en het opruimen van de ontstane rommel zullen nog jaren bittere rechtszaken worden gevoerd.
De auteur vraagt zichzelf af waarom het allemaal zo is gelopen. Het lijkt erop of het schrijven van een journalistiek boek voor hemzelf ook de beste benadering was. Zijn inspiratie voor zijn verhaallijn “Van jager tot prooi” ontleent hij aan een bizar jachtongeluk. Op 24 oktober 1987 schiet AMRO-bankier Rijkman Groenink na een eendenjacht per abuis een schot hagel door zijn eigen rechterarm. De jager werd prooi en bloedt bijna dood. Dit jachtongeluk staalt het karakter van de jonge bankier. Hij leert links schrijven en links tennissen. Als bestuursvoorzitter van de fusiebank ABN AMRO jaagt hij later succesvol op buitenlandse banken, totdat een buitenlands bankentrio op jacht blijkt naar zijn eigen bank. Rijkman Groenink zoekt een eervolle fusie met de Britse bank Barclays. Maar zelfs de verkoop van het kroonjuweel LaSalle Bank kan de fusie niet redden. Voor 72 miljard euro neemt het consortium de aandelen over en worden Rijkman Groenink en met hem vele andere bankiers en de aandeelhouders erg rijk.

## Bestseller 60
| Boeken met noteringen in de Nederlandse Bestseller 60 | Jaar van verschijnen | Datum van binnenkomst | Hoogste positie | Aantal weken | Opmerkingen |
| ----------------------------------------------------- | -------------------- | --------------------- | --------------- | ------------ | ----------- |
| De Prooi                                              | 2008                 | 05-11-2008            | 1(1wk)          | 65           |             |

## Bewerkingen
Het boek vormde de basis voor een toneelstuk dat wordt opgevoerd door het Nationale Toneel sinds 2012, met Mark Rietman in de rol van Rijkman Groenink. De regie is in handen van Johan Doesburg.
De televisieserie De Prooi is gebaseerd op het boek.